# Maokopia
Maokopia is een geslacht van uitgestorven buideldieren uit de familie Diprotodontidae van de orde Diprotodontia. Het geslacht omvat als enige soort Maokopia ronaldi.
Maokopia leefde in het Pleistoceen tijdens de Laatste IJstijd op Nieuw-Guinea in bergstreken. Het was de kleinste soort van alle Pleistocene diprotodonten met een gewicht van vijftig tot honderd kilogram. Op basis van de tanden wordt verondersteld dat Maokopia zich voedde met varens en grassen.